# 埃紹 (甘比亞)
埃紹（英語：Essau）是西非國家甘比亞西北部的城鎮，位於北岸區的下紐米。 2009年所作的人口調查數據顯示，總人口數為6,670人。